# Nomada ochlerata
Nomada ochlerata är en biart som beskrevs av Mitchell 1962. Nomada ochlerata ingår i släktet gökbin, och familjen långtungebin. Inga underarter finns listade i Catalogue of Life.